# Assedio di Gerusalemme (1244)
L'assedio di Gerusalemme del 1244 ebbe luogo dopo la cosiddetta Sesta Crociata, allorché i Khwarazmiyya conquistarono la Città Santa il 15 luglio 1244.
I Khwarazmiyya erano milizie corasmie scampate alla conquista mongola dell'Impero corasmio e rimaste al servizio dell'ultimo scià Jalal al-Din Mankubirni, sino alla morte di questi nel 1231. Le forze corasmie si erano in seguito messe al soldo del miglior offerente nell'area siro-palestinese come milizie mercenarie.
Gerusalemme era tornata sotto controllo cristiano nel 1243, ceduta dai musulmani di Siria e Palestina in funzione anti-egiziana. Sultano d'Egitto era all'epoca al-Salih Ayyub, che invitò i Khwarazmiyya a riprendere per suo conto il controllo della città.
L'opera fu facilmente portata a compimento e, dopo un breve assedio (facilitato dalla mancanza di difese murarie, in base all'accordo tra Federico II e al-Malik al-Kāmil), Gerusalemme fu completamente rasa al suolo.

## Conseguenze
La minaccia dei mercenari corasmi spinse diversi governanti musulmani, in particolare Al-Mansur, emiro di Homs, e an-Nasir Dawud, emiro di Kerak, a ricercare un'allenza con le forze cristiane. L'allenza si scontrò con le forze ayyubidi-corasmie nella battaglia di al-Harbiyya, terminata con la vittoria di queste ultime.
La Settima Crociata guidata da Luigi IX di Francia fu motivata dalla volontà di vendicare il massacro seguito alla conquista delle truppe corasmie, ma l'impresa si risolse in un disastro contro l'ascendente dinastia dei Mamelucchi.